# Dolina Marczakowa
Dolina Marczakowa – wieś w Polsce, w województwie świętokrzyskim, w powiecie kieleckim, w gminie Masłów.
W latach 1975–1998 miejscowość należała administracyjnie do województwa kieleckiego.
Przed 2023 r. miejscowość była częścią wsi Masłów Drugi.